# Steep Holm
Steep Holm (wal. Ynys Rhonech) – wapienna wyspa położona w Kanale Bristolskim. Jest położona w hrabstwie Somerset w gminie Weston-super-Mare. Jest oddalona od lądu o 9 km. Wyspa jest własnością Kenneth Allsop Memorial Trust, jest również zarządzana przez tę fundację.

## Historia
Pierwsze ślady bytności na wyspie sięgają epoki kamiennej, zanim podnoszące się morze wyizolowało ją z lądu i zamieniło w wyspę. Wikingowie używali wyspy jako bezpiecznej bazy, z której napadali na ląd. W 1150 powstał tu niewielki klasztor augustyński św. Michała. Zajmowali się głównie hodowlą królików na mięso o skóry. W r. 1800 wybudowano hotel i gospodę, która zajmowała się sprzedażą nielegalnego alkoholu marynarzom. Wyspę ufortyfikowano za czasów wiktoriańskich, sześć dział zachowało się do naszych czasów. Podczas II wojny światowej na wyspie była m.in. wyrzutnia rakiet.